# Крвави залив
Крвави залив (енгл. A Bay of Blood), познат и под насловима Ланчана реакција (итал. Reazione a catena) и Екологија злочина (итал. Ecologia del delitto) италијански је ђало хорор филм из 1971. године, редитеља и сценаристе Марија Баве, са Клодин Оже, Луиђијем Пистилијем, Клаудиом Волонтеом и Лауром Бети у ансамблски подељеним главним улогама. Радња прати серију убистава, која се одигравају у околини насловног залива, док се у позадини свега налази наследство имућне грофице Федерике Донати.
Након што је после филма Мачка са девет репова (1971) прекинуо сарадњу са Дариом Арђентом, сценариста Дардано Сакети је написао причу за нови филм Марија Баве. Филм је премијерно приказан 8. септембра 1971, под насловом Екологија злочина, који се односио на то што грофица из филма није желела да инеститори униште природу залива и због тога није желела да им прода земљу. Ово је касније изазвало ланчану реакцију стравичних убистава, што је разлог због ког је наслов филма касније промењен у Ланчана реакција. Ипак, ово Бавино остварење је остало најпознатије по свом међународном наслову, Крвави залив.
Крвави залив се сматра Бавиним најнасилнијим филмом, са мноштвом сцена крвавих убистава, због чега се сматра једним од најутицајнијих филмова у слешер поджанру. Поједине сцене убистава су у потпуности копиране у филму Петак тринаести 2 (1981), а одређене сличности се могу наћи и у Спаљивању (1981). Године 2005, часопис Total Film сврстао га је међу 50 најбољих хорор филмова свих времена. Три године касније добио је Награду Сатурн у оквиру ДВД колекције Марија Баве.

## Радња
Једне ноћи, непокретна грофица Федерика Донати задављена је у својој вили поред залива. Моментално се открива да ју је убио њен муж Филипо Донати. Међутим, појављује се још један мистериозни убица који убија Филипа и односи његов леш, а Федерику оставља са опроштајним писмом тако да изгледа да је извршила самоубиство. У ланчаној реакцији стравичних убистава, неколико потенцијалних наследника се боре да постану нови власници залива.

## Улоге
| Глумац            | Улога                      |
| ----------------- | -------------------------- |
| Клодин Оже        | Рената Донати              |
| Луиђи Пистили     | Алберто                    |
| Клаудио Волонте   | Симон                      |
| Лаура Бети        | Ана Фосати                 |
| Леополдо Тријесте | Паоло Фосати               |
| Иза Миранда       | грофица Федерика Донати    |
| Крис Аврам        | Франко Вентура             |
| Ана Марија Розати | Лаура                      |
| Брижит Скај       | Луиза                      |
| Паола Монтенеро   | Силвија                    |
| Гвидо Бокачини    | Лука                       |
| Роберто Бонани    | Роберто                    |
| Ђовани Нуволети   | гроф Филипо Донати         |
| Ренато Кести      | Ренатин и Албертов син     |
| Николета Елми     | Ренатина и Албертова ћерка |